# Comerica Bank Challenger 2003
Il Comerica Bank Challenger 2003 è stato un torneo di tennis facente parte della categoria ATP Challenger Series nell'ambito dell'ATP Challenger Series 2003. Il torneo si è giocato a Aptos negli Stati Uniti dal 14 al 20 luglio 2003 su campi in cemento.

## Vincitori

### Singolare
Jeff Salzenstein ha battuto in finale  Dmitrij Tursunov con il punteggio di 5–7, 7–5, 6–4

### Doppio
Jan Hernych /  Uros Vico hanno battuto in finale  Matias Boeker /  Travis Parrott con il punteggio di 6–3, 4–6, 6–1